# 阿爾達·麗斯瑪
阿爾達·麗斯瑪（1982年11月23日—2006年12月12日），印尼已故知名女歌手。
阿爾達·麗斯瑪因《Aku Tak Biasa》一曲而成名。2006年12月在雅加達Disebuah酒店逝世，疑似因打入過多毒品死亡。

## 演藝事業
1998年阿爾達·麗斯瑪發行第一張個人專輯Aku Tak Biasa，這張專輯讓她在印尼演藝界急速成名。但後來她與唱片公司相處不愉快，她本身又有許多負面新聞，雖無解除唱片約，但唱片公司一直延後發片期。

## 唱片
- We Can Make It (Bersama Code Red)（Single 1997）
- Aku Tak Biasa（1998）
- Kupilih Yang Mana（2001）
- Tangisan Yang Terakhir（2006）
- Terakhir Untukmu（2007）

## 戲劇
- Kesucian Prasasti
- Kesetiaan Yang Retak